# Gasleiding

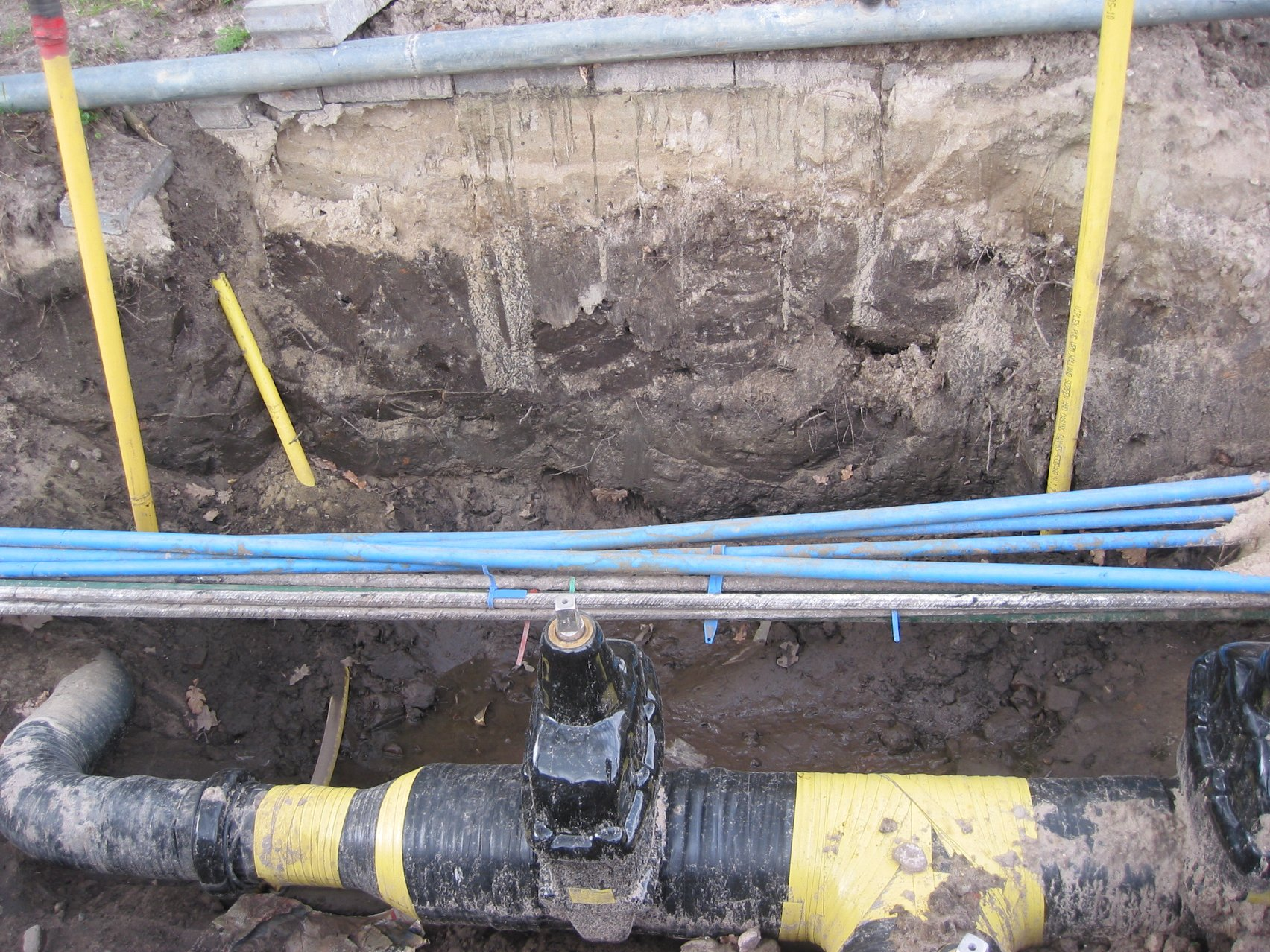
Ondergrondse gasleiding met afsluiter

Een gasleiding is een buis (uit metaal of kunststof) die gebruikt wordt om diverse stoffen in gasvorm te vervoeren. Voorbeelden van gassen die door middel van (plaatselijke) pijpleidingen vervoerd (kunnen) worden: aardgas, koolwaterstoffen, zuurstofgas, waterstofgas, stikstofgas, perslucht en voor de jaren 60 ruikend koolstofmonoxide in stadsgas.
Metalen gasleidingen zouden ook gebruikt kunnen worden als drager voor draadloos internet (tot 100 Mbps). De buizen doen dienst als golfgeleider en schermen het signaal af van de omgeving.